# St. Francis Bay

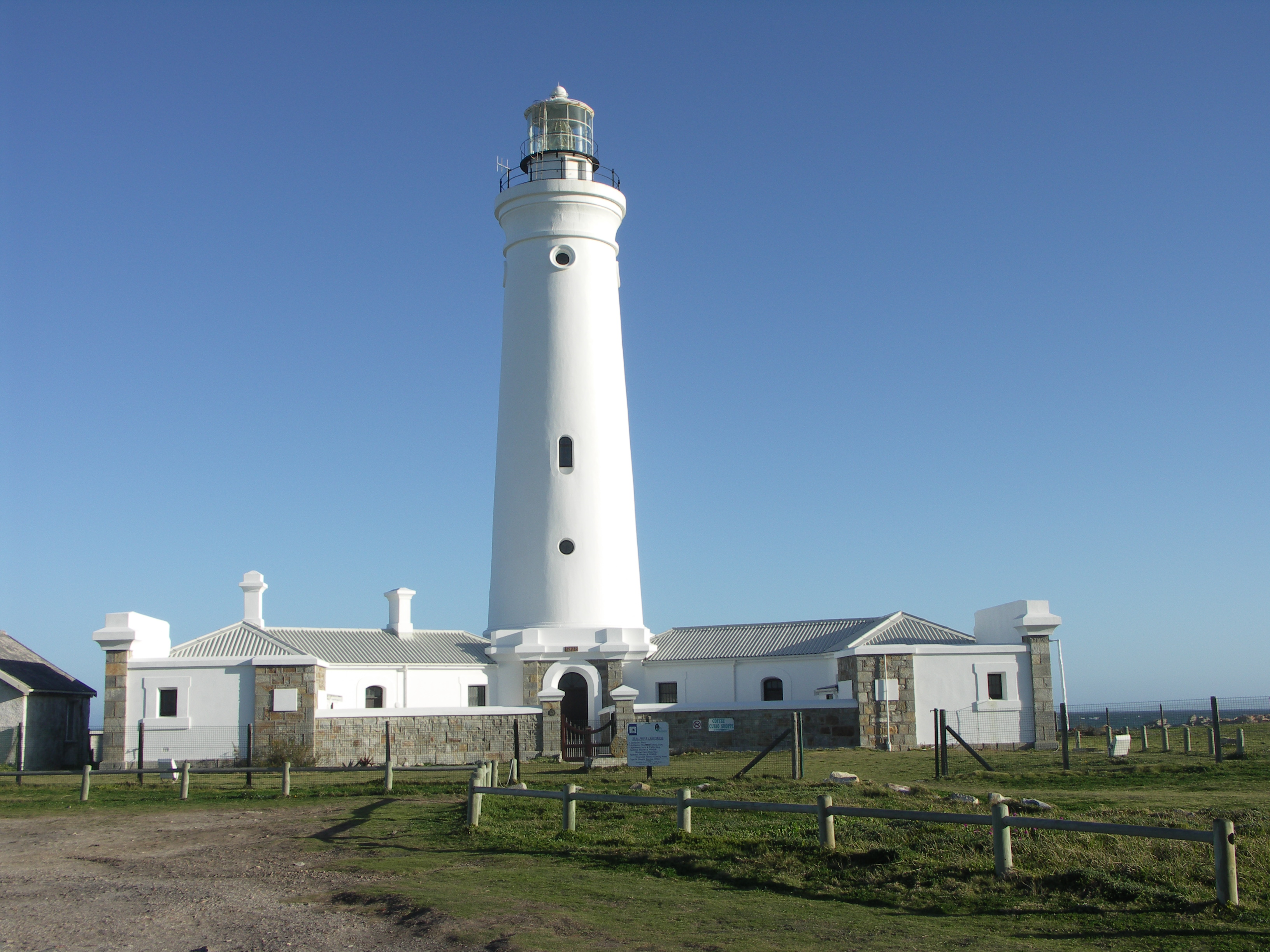
Leuchtturm am Kap St. Francis

St. Francis Bay (afrikaans: St. Francisbaai) ist ein Ort in der Provinz Ostkap in Südafrika. 2011 hatte er 4933 Einwohner.
Der Ort liegt an der Garden Route zwischen Knysna und Gqeberha. Die Nationalstraße N2 verläuft rund 20 Kilometer nördlich. St. Francis Bay gehört zur Gemeinde Kouga im Distrikt Sarah Baartman.
Ursprünglich wohnten in diesem Gebiet Khoikhoi. Der erste Europäer in der St. Francis Bay war im Jahre 1537 Diogo Pereira Botelho. Im Jahr 1575 gab der portugiesische Entdecker Manuel de Mesquita Perestrello der St. Francis Bay ihren Namen nach dem Kloster in seiner Heimatstadt Santarém. 1765 siedelten die ersten Voortrekker in der Bucht.
St. Francis Bay gilt als Wassersportparadies. Der vier Kilometer lange Strand bietet hervorragende Bedingungen für das Surfen. Von August bis Oktober kann man hier Wale beobachten. St. Francis Bay durchquert ein acht Kilometer langes Kanalsystem des Kromme River. Die Temperaturen liegen zwischen 12 °C im Winter und 30 °C im Sommer.
Das Kap St. Francis befindet sich zehn Kilometer südlich von St. Francis Bay. Der dortige Leuchtturm wurde 1878 vollendet. Er ist der höchste Leuchtturm Südafrikas und wurde als historisches Gebäude unter Denkmalschutz gestellt. Daneben befindet sich eine Wetterstation sowie eine Aufzuchtstation für Brillenpinguine.